# بخش تیکمه‌داش

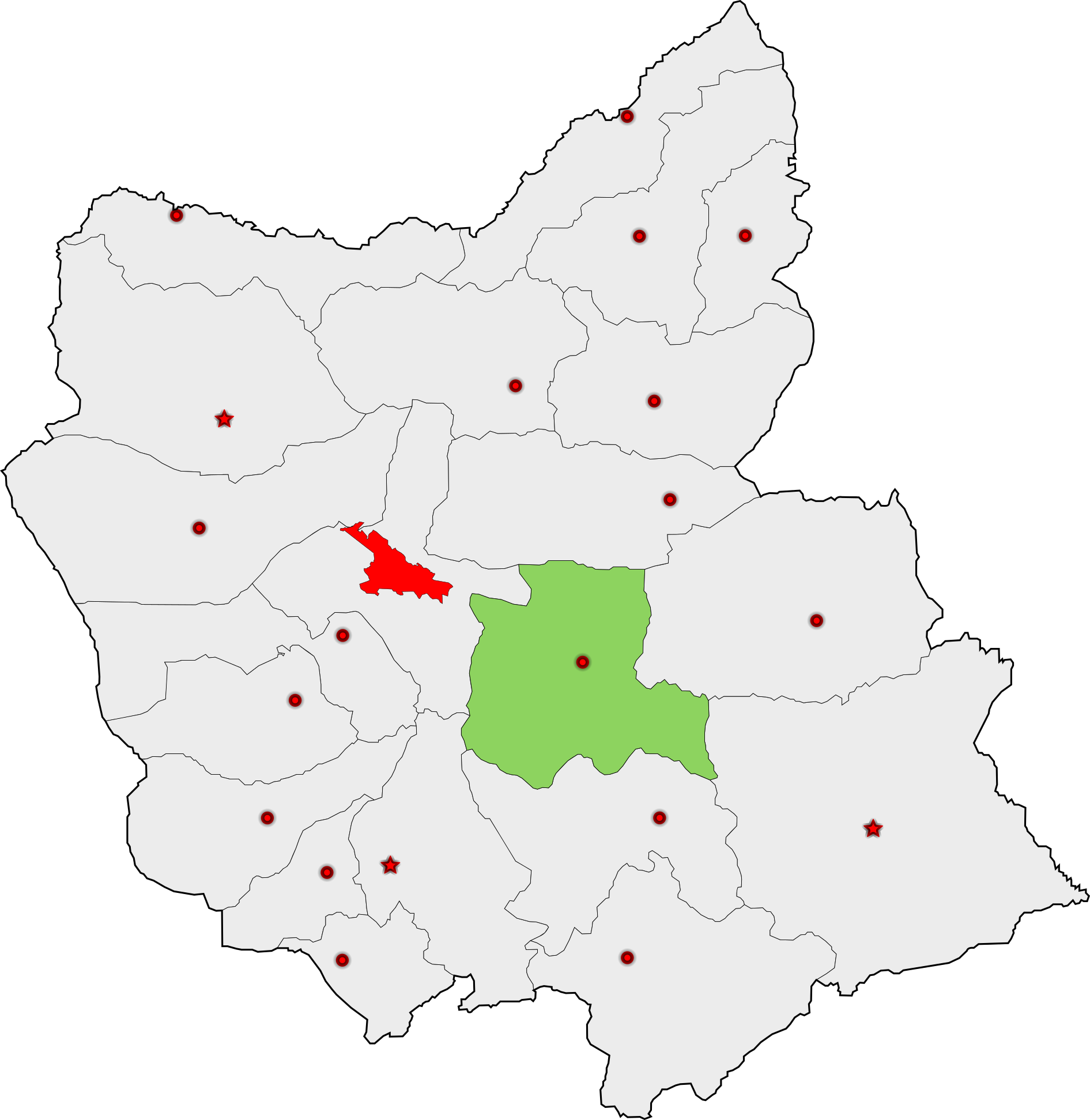
تیکمه داش در نزدیکی شهرستان بستان آباد روی نقشه‌ی آذربایجان شرقی

بخش تیکمه‌داش یکی از بخش‌های تابعه شهرستان بستان‌آباد در استان آذربایجان شرقی در شمال غربی ایران است. این روستا از اوایل دهه شصت، به مرور زمان به یک روستای صنعتی و کارآفرین در صنعت تولید محصولات چرمی تبدیل شد و طی یک دهه پیشرفت محسوسی داشت به شکلی که که تولیدات محصولات این روستا، به غیر از شهرهای اطراف و تهران، به ترکیه نیز صادر می‌شد. همین اتفاق کافی بود تا روستا سبک زندگی روستایی را از دست بدهد و به یک روستای متروک تبدیل گردد. ساکنین این روستا به دلیل‌ نیاز به نیروی کار بیشتر و تهیه ی آسان‌تر مواد اولیه و تولید و توزیع بیشتر، تصمیم به مهاجرت به شهرهای بزرگتر و تهران را گرفتند و فقط عده‌ی محدودی در این روستا به ادامه ی زندگی پرداختند.

## تقسیمات کشوری
- بخش تیکمه‌داش
  - دهستان اوجان شرقی
  - دهستان سهندآباد

شهرها: تیکمه‌داش

## جمعیت
بنابر سرشماری مرکز آمار ایران، جمعیت بخش تیکمه داش شهرستان بستان آباد در سال ۱۳۸۵ برابر با ۲۷۳۰۸ نفر بوده است.